# Jugoprevoz Kruševac
Jugoprevoz Kruševac (code BELEX : JGPK) est une entreprise serbe qui a son siège social à Kruševac. Elle travaille dans le secteur des transports.

## Histoire
Jugoprevoz Kruševac a été admise au libre marché de la Bourse de Belgrade le 11 avril 2007 ; elle en a été exclue le 21 février 2013 et a été admise au marché réglementé.

## Données boursières
Le 20 juin 2013, l'action de Jugoprevoz Kruševac valait 2 000 RSD (17,43 EUR). Elle a connu son cours le plus élevé, soit 3 240 RSD (28,28 EUR), le 8 novembre 2007 et son cours le plus bas, soit 1 570 RSD (13,70 EUR), le 5 octobre 2007.